# Монтереале-Вальчеллина
Монтереале-Вальчеллина (итал. Montereale Valcellina) — коммуна в Италии, располагается в регионе Фриули-Венеция-Джулия, в провинции Порденоне.
Население составляет 4696 человек (2008 г.), плотность населения составляет 69 чел./км². Занимает площадь 68 км². Почтовый индекс — 33086. Телефонный код — 0427.
В коммуне 15 августа особо празднуется Вознесение Девы Марии (Ассунта).

## Демография
Динамика населения:

## Администрация коммуны
- Официальный сайт: http://www.comune.monterealevalcellina.pn.it/